# Yahoo! Search
Yahoo! Search es un portal de búsquedas, propiedad de Yahoo! Inc. que usa el motor de búsqueda de Bing de Microsoft para potenciar los resultados, desde 2009.
A nivel mundial, ocupa el tercer lugar (hasta agosto de 2022) por cuota de mercado en búsquedas en ordenadores de escritorio y móviles durante el último año, con un 1,34%; después de Google (92,03%) y Bing (3,27%).
Originalmente, Yahoo! Search comenzó como una web de otros sitios Web, organizado en jerarquías, a diferencia de un índice que se pueden realizar búsqueda de páginas. A finales de la década de los 90 e inicios del 2000, Yahoo! se convirtió en un completo portal con una interfaz de búsqueda y en 2007, una versión limitada de búsqueda basados en la selección.[cita requerida]
Yahoo! Search, se refería a una interfaz proporcionada por Yahoo! que enviaba consultas a un índice de búsqueda de páginas complementado con su directorio de sitios web. Los resultados se presentaron al usuario bajo la marca Yahoo!. Originalmente, no se hacía nada del rastreo web ni del alojamiento de datos por parte de Yahoo!. En 2001, el índice de búsqueda fue impulsado por Inktomi y luego por Google hasta 2004, antes de que Yahoo! Search se hiciera independiente. 
El 29 de julio de 2009, Microsoft y Yahoo! anunciaron un acuerdo en el que el motor de búsquedas de Bing (Propiedad de Microsoft) sería adoptado por Yahoo! Search. Este cambio fue implementado en el año 2011 y duró hasta el año 2021.
En julio de 2018, los sitios de Microsoft manejaron el 24,2% de todas las consultas de búsqueda en los Estados Unidos. Durante el mismo período de tiempo, Oath (el entonces propietario de la marca Yahoo) tenía una participación en el mercado de búsqueda del 11,5%. El líder del mercado, Google, generó el 63,2% de todas las consultas de búsqueda principales en los Estados Unidos.
Yahoo! Search fue duramente criticada por favorecer los sitios web propiedad de la entonces empresa matriz de Yahoo!, Verizon Media, en sus resultados de búsqueda.
A partir de octubre de 2019, Yahoo! Search vuelve a funcionar con Bing.
En septiembre de 2021, los fondos de inversión administrados por la firma de capital privado Apollo Global Management adquirieron el 90% de Yahoo.

## Presencia internacional
Está presente en alrededor de 41 países y en una gran variedad de idiomas disponibles.

### Idiomas
- Arábe
- Búlgaro
- Catalán
- Chino (simplificado)
- Chino (tradicional)
- Croata
- Checo
- Danés
- Holandés/Neerlandés
- Inglés
- Estonio
- Finlandés
- Francés
- Alemán
- Griego
- Hebreo
- Húngaro
- Islandés
- Indonesio
- Italiano
- Japonés
- Coreano
- Letón
- Lituano
- Malayo
- Noruego
- Persa
- Polaco
- Portugués brasileño
- Portugués
- Rumano
- Ruso
- Serbio
- Eslovaco
- Esloveno
- Español
- Sueco
- Tagalo
- Tailandés
- Turco
- Vietnamita

### Idiomas de los resultados de búsqueda de imágenes de Yahoo!
Resultados de búsqueda de imágenes de Yahoo! Search en 24 idiomas
- Arábe
- Español
- Inglés
- Malayo
- Sueco
- Tagalo
- Turco
- Vietnamita
- Chino tradicional y chino simplificado.

## Resultados de búsqueda
Yahoo! Search indexó y almacenó en caché los formatos de página HTML comunes, así como varios de los más populares tipos de archivo, como PDF, hojas de cálculo de Excel, presentaciones de PowerPoint, documentos de texto de Word, RSS/XML y archivos de texto sin formato. Para algunos de estos tipos de archivo compatibles, Yahoo! Search proporcionó enlaces en la memoria caché en sus resultados de búsqueda que permitió la visualización de estos tipos de archivo en HTML estándar. Usando la búsqueda avanzada o la configuración de preferencias, Yahoo! Search permite la personalización de los resultados de búsqueda y habilitación de ciertos ajustes tales como: SafeSearch (Búsqueda segura), selección de idioma, número de resultados, las restricciones de dominio, etc.
Para una guía básica y principal a Yahoo! Search, también proporcionó un tutorial llamado "Conceptos básicos de búsqueda". En 2005, Yahoo! comenzó a proporcionar enlaces a versiones anteriores de páginas archivadas en Wayback Machine. En la primera semana de mayo de 2008, Yahoo! lanzó un nuevo paradigma de búsqueda llamado "Yahoo Glue".

## SearchScan
El 11 de mayo de 2007, Yahoo! lanzó SearchScan en su versión beta. Era una característica de Yahoo! Search que alertaba a los usuarios de virus, spyware y sitios web spam.